# Фумизм

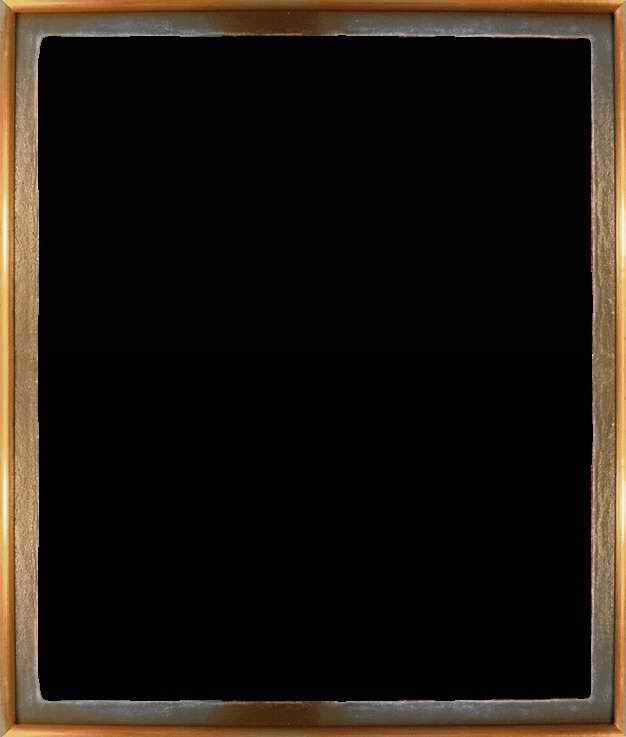
Альфонс Алле. «Битва негров в глубокой пещере тёмной ночью», 1882 (реконструкция)

Фуми́зм, или фюми́зм (от фр. fumisme, «дыми́зм»), — условно-декадентское течение в парижском искусстве, просуществовавшее с конца 1870-х годов до первой четверти XX века. Фюмизм можно охарактеризовать как «искусство пускать дым в глаза», — практически, это то же, что дадаизм, но только на сорок лет раньше. Этот обобщённый эстетико-философский термин получил широкое распространение во французской культуре конца XIX — начала XX вв. с лёгкой руки Эмиля Гудо, поэта, писателя, чиновника министерства финансов и основателя так называемого «Общества Гидропатов». Основателями и идейными вдохновителями течения были тот же Эмиль Гудо, а также два перманентных возмутителя спокойствия: Артюр Сапек (настоящее имя — Эжен Батай) и Альфонс Алле.:XVIII
С другой стороны, слово «фумизм» для многих традиционалистов почти на полвека приобрело ругательное значение. «Фумистами» (фюмистами или сторонниками «фюмизма») называли не только художников и артистов, когда-то входивших в конкретное эстетическое течение, но и значительно шире: вообще людей несерьёзных, вычурных, пускающих пыль в глаза и, что главное, создающих работы в «заумных» авангардных стилях (в том числе, и фовистов, по созвучию).

## Начало фумизма — «Общество гидропатов»

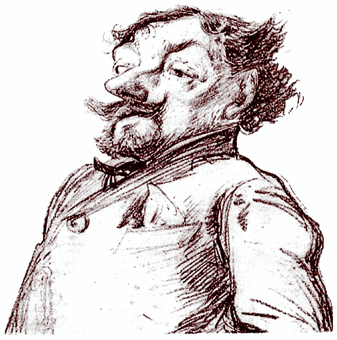
Эмиль Гудо
карикатура (ок. 1885)

В октябре 1878 года поэт и чиновник министерства финансов Эмиль Гудо (1849—1906) организовал «закрытый» кружок (или артистический клуб) под названием «Общество гидропатов», где собирались поэты, писатели и драматурги, чтобы много выпить и немного поесть, а между тем, показать друг другу стихи, эссе, скетчи, монологи и вообще — всё, что только можно «показать». Регулярно между гидропатами происходили хлёсткие словесные поединки, где было можно блеснуть острословием, быстротой реакции или игрой слов.
Некоторое время спустя, точнее говоря, в феврале 1879 года по инициативе основателя клуба (того же Эмиля Гудо) и под его главным редакторством была учреждена одноимённая газета «Гидропат». Позже название было изменено на «Гидропаты», а затем газета получила своё последнее название «Весь Париж» — и в скором времени прекратила существование. За первый год (1879—1880) был выпущен тридцать один номер газеты.

Искусства должны стать фумизмом <превратиться в дым>, или их — не станет.:XVIII
— Жорж Фражероль, из передовой статьи журнала «Гидропат», 12 мая 1880 года
«Клуб водолечения» Эмиля Гудо (в котором лечились куда больше «огненным» абсентом, чем водой) просуществовал почти три года. Последнее собрание состоялось на Монмартре в 1881 году. Тогда же Родольф Салис открыл своё знаменитое артистическое кафе «Чёрный кот» (фр. Le Chat Noir), которое частично поглотило, а затем и заменило былых аморфных «Гидропатов».
Идеи ранних гидропатов продолжили исторические выставки «Отвязанных искусств» (фр. Arts Incohérents) Жюля Леви, первая из которых состоялась в октябре 1882 года. Многие гидропаты и фумисты, включая Альфонса Алле и Артюра Сапека показали на этих выставках свои фумистические открытия (живописные, музыкальные и театральные), на десятки лет предвосхитившие минимализм, дадаизм и супрематизм.

## Философский термин и основа

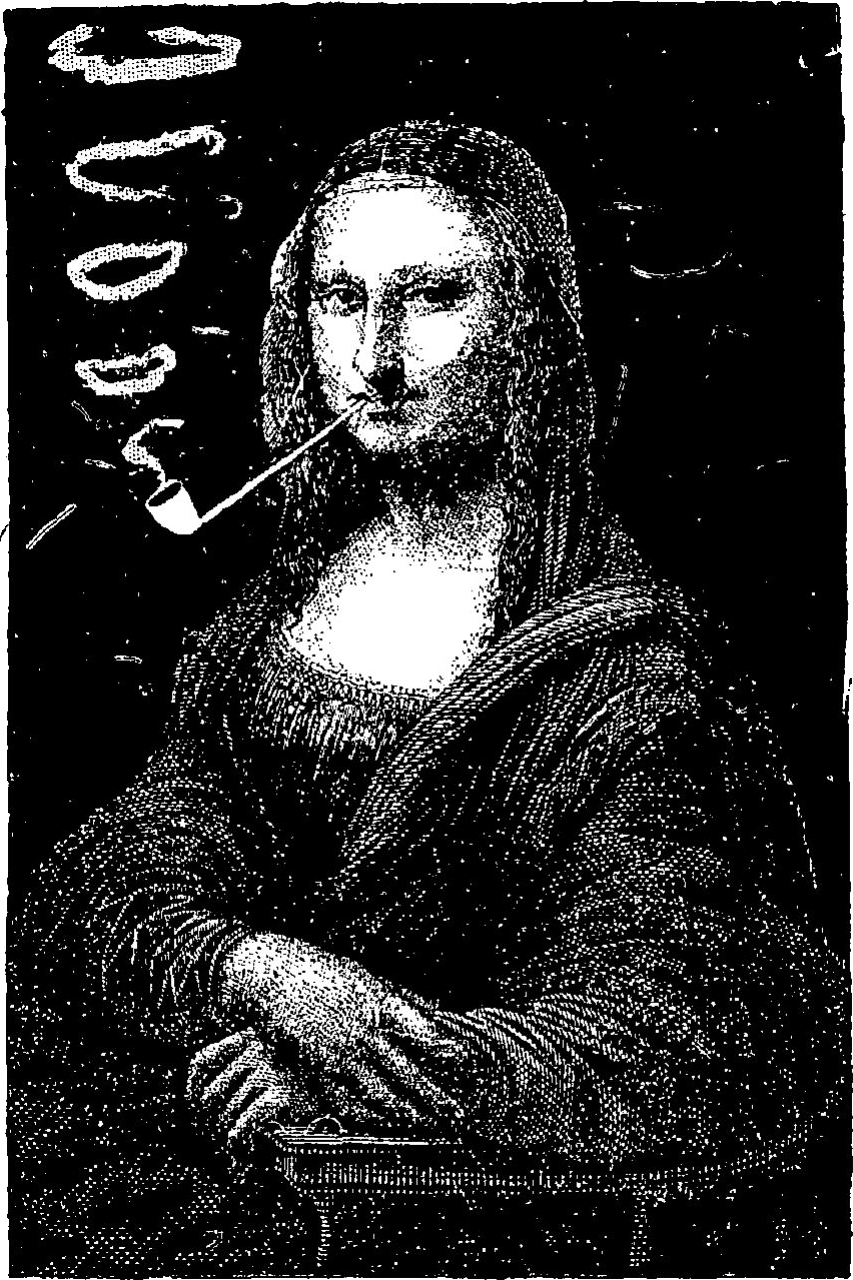
Артюр Сапек. «Джоконда с трубкой» (1883)

Игровой термин «фумизм», случайно обронённый Эмилем Гудо, а затем бойко подхваченный Сапеком и Альфонсом Алле, вырос из существительного fumée — дым. Это собирательный философский термин, обозначающий отношение человека к миру, самому себе, а также к искусству как виду деятельности человека. Новое отношение выражалось в намеренном осмеянии и высмеивании всего и вся без каких бы то ни было ограничений и запретов, посрамлении обыденного скудоумия и бюргерского сознания. Чем непонятнее и абсурднее, чем сильнее недоумение, тем лучше и выше результат — таков был незримый девиз фумистов. Таким образом, начав своё оформление с умеренной «гидропатии», группа французских литераторов, а позднее художников и даже композиторов, нашла своё идеологическое обоснование и опору на основе тотального и всепроникающего fumée, или — дыма.
Какие свойства должно́ иметь эстетическое течение (или стиль), основа которого — «дым»? В «Толковом словаре» Ожегова читаем: «дым — летучие продукты горения с мелкими частицами угля». Ниже — устойчивые выражения: «Густой дым. Нет дыма без огня. Дым коромыслом. Поругаться в дым. Дымовая завеса». Однако во французском языке слово fumée, производные от него, а также созвучные — имеют больше значений: от собственно дыма и курения, до печников, трубочистов, болтунов, лжецов, пустомель вплоть до чистого навоза.
С тех пор как «Общество гидропатов» прекратило своё существование в душной атмосфере клуба, его искусство пускания дыма и пыли в глаза, розыгрышей и глумления распространилось по всему Парижу, а затем и повсеместно дальше — в форме фумизма. Для большинства участников группы повседневная практика эпатажа, остроумной издёвки или «осмеяния обывательской глупости» имела огромное значение. Примерно таким же образом в 1920-х годах группа сюрреалистов громила выставки, устраивала драки на выступлениях и постоянно нарушала общественный порядок. Более ранние фумисты были не такими шумными, но в целом вели себя примерно таким же образом. Спустя десять лет Альфонс Алле увековечил немало таких примеров в своих рассказах об Артюре Сапеке или Жорже Ориоле.:26-27
В той же статье от 12 мая 1880 Фражероль писал, что фюмизм «...для остроумия то же самое, что оперетта для оперы-буфф, <то же самое, что> карикатура для шаржа, чернослив для касторового масла. Чтобы считаться остроумным, иногда достаточно стать ослом в львиной шкуре; чтобы быть хорошим фюмистом, часто требуется быть львом в ослиной шкуре. В первом случае эффект — прямой, во втором он отражённый единожды, дважда, часто даже десять раз...»

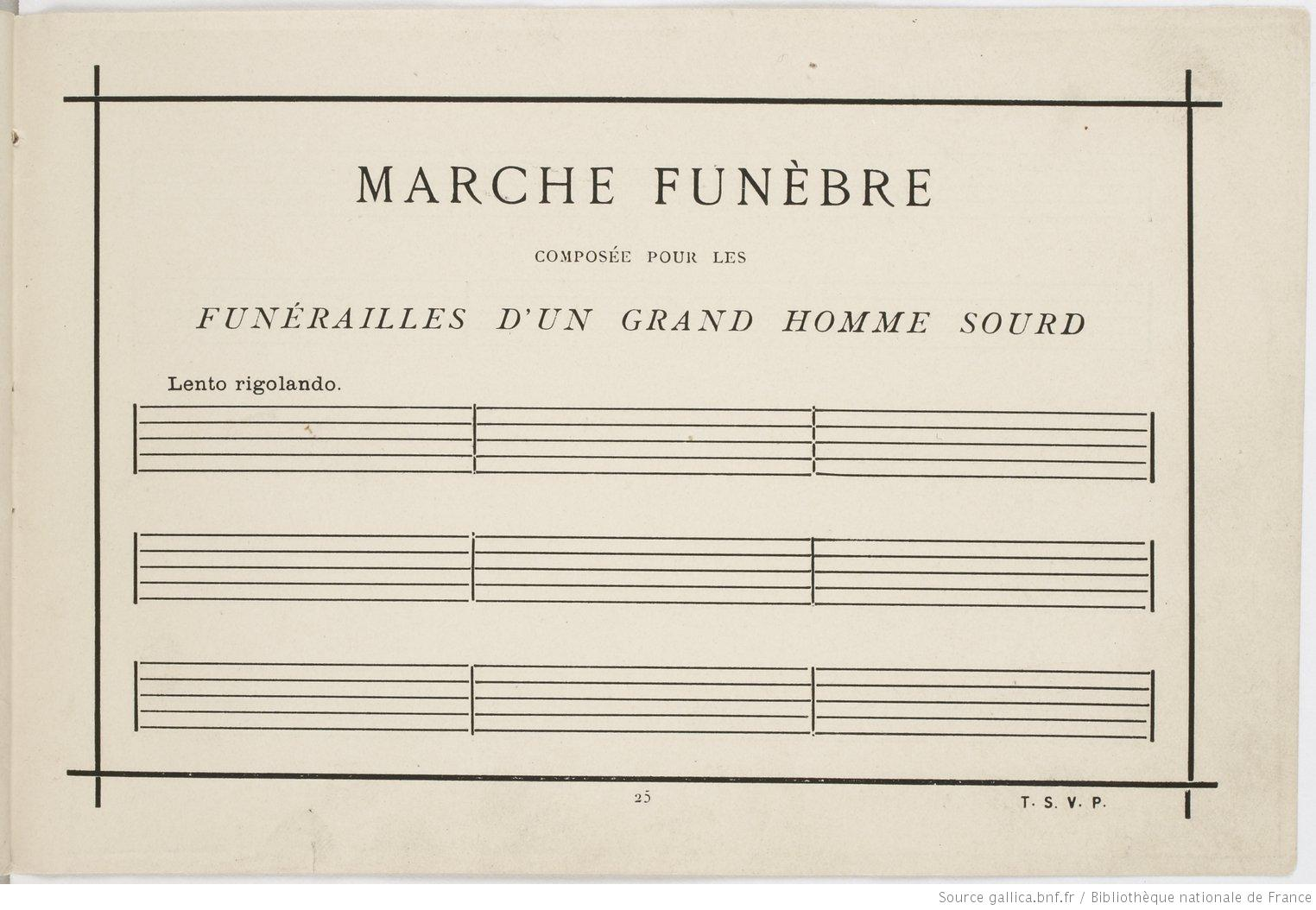
Альфонс Алле.
«Похоронный марш для великого глухого», 1883

Фумизм вырос напрямую из «Общества гидропатов», основанного чиновником и поэтом Эмилем Гудо. Волей случая (и самого́ Эмиля Гудо) идейными вождями фумизма были названы (назначены) Артюр Сапек и Альфонс Алле:XVII. Наибольший устный вклад в начальное развитие фумизма внёс именно Сапек (настоящее имя Эжен Батай, фр. Eugène Bataille), художник-карикатурист, острослов, мистификатор, а позже — государственный чиновник в области массовых зрелищ и развлечений. Некоторые его работы выглядят едва ли не прямыми цитатами из «художников-дадаистов», в частности, из Марселя Дюшана (например, «L.H.O.O.Q.»), с той только поправкой, что появились почти на четыре десятка лет раньше.
После ухода Сапека (сначала на государственную службу, а потом и вовсе — из жизни), главным продолжателем традиций фумизма стал «глава фумистов» Альфонс Алле, эксцентрик, писатель, чёрный юморист и журналист. Благодаря рассказам и газетным хроникам Алле сугубо устные артефакты начального периода фумизма сохранились как классические анекдоты, факты истории, и отчасти как результаты чисто литературного уровня. И не только литературного, но и живописного:32—34, и даже музыкального. Свидетельством (и венцом) первых литературных успехов Альфонса Алле стал полностью посвящённый ему январский номер газеты «Гидропат» 1880 года с карикатурой (не Сапека) во всю обложку.
Ещё в первый год существования фумизма Поль Вивьен писал в своей «передовой» статье:

«Альфонс Алле, глава Фумистической Школы, один из самых известных и любимых персонажей Латинского квартала, где он уже давно стал известен благодаря своей прекрасной весёлости и острому уму»:XVII.
— Из передовой статьи журнала «Гидропат», 28 января 1880 г.
После ранней смерти Альфонса Алле неформальным наследником и ярчайшим продолжателем фумизма стал его близкий приятель, композитор Эрик Сати:37. Он же, наряду с художником и поэтом Жоржем Ориолем, поневоле явился связующим звеном между фумизмом и зарождающимся дадаизмом. Молодые представители «дада» Тристан Тцара и Франсис Пикабиа с первого же слова распознали в нём дадаиста и приняли «за своего». Что же касается грядущего сюрреализма (течения, в которое влились многие дадаисты), то даже сам этот термин возник в 1917 году в манифесте «Новый дух» — как новое жанровое определение балета Эрика Сати «Парад»:323.
Единственным «наследником» фумизма в России объявлял себя знаменитый в 1910-е годы «король эксцентрики» и «рвотный шансонье» Михаил Савояров. Ещё подростком, испытав в 1890-е годы влияние некоторых парижских фумистов и русского срамного поэта Петра Шумахера, впоследствии, как дань уважения и признательности, Савояров называл свои «отвязанные» концерты «дымными фонфоризмами» или «фанфароннадами»:57-58.

### Комментарии
1. ↑  Отдельным образом привлекает внимание, что иронический поэт Эмиль Гудо был чиновником министерства финансов. Таким образом, он с самого начала приходился невольным коллегой Козьмы Пруткова и Петра Шумахера.
2. ↑  «Клуб гидропатов» имел к настоящей, «серьёзной» гидропатии (водолечению) отношения не больше, чем фумисты имели отношения к прочистке дымоходов.
3. ↑  У клуба гидропатов, в отличие от грядущего «Чёрного кота», не было постоянного места собраний: они проводили свои литературно-поэтические вечера в залах и задних дворах кабаков, кафе, салонов и вообще везде, где удавалось снять пригодное помещение. Что же касается до Салиса[фр.], то он основал своё кабаре «Чёрный кот» и одноимённый журнал при прямой поддержке Эмиля Гудо, который поначалу возглавил его газету.
4. ↑  Картина (или коллаж) Сапека «Дымящая Джоконда» была выставлена на Второй выставке «Les Arts Incohérents» (Отвязанных искусств) в октябре 1883 года.
5. ↑  С более подробным списком толкований основополагающего термина fumée, а также близких, родственных и сходных с ним слов можно познакомиться здесь Архивная копия от 11 апреля 2022 на Wayback Machine.
6. ↑  Наивысшими достижениями типического фумизма в области живописи можно считать картину «Битва негров в глубокой пещере тёмной ночью» («Чёрный квадрат» 1882 года), а также последовавшая за ним серия других монохромных «квадратов» (или прямоугольников) 1883—1884 года, предвосхитивших и полностью обрисовавших контуры не только фумизма, но также концептуализма и минимализма в грядущем искусстве XX века. Тогда же из под альфонсова «пера» появился и «Траурный марш на смерть великого глухого», — вершина фумизма в музыкальном искусстве. Спустя семьдесят лет музыкальное достижение Альфонса повторит Джон Кейдж, назвав это направление силентизмом (не фумизмом), а вслед за ним и прочие композиторы-минималисты.